# Les Secrets de la mer Rouge (série télévisée)
Pour le roman, voir Les Secrets de la mer Rouge.
Les Secrets de la mer Rouge est une série télévisée française en 26 épisodes de 26 minutes, créée par Claude Guillemot assisté de Pierre Lary,. Il s'agit de l'adaptation du roman du même nom écrit en 1931 par Henry de Monfreid, célèbre aventurier français.
La première saison a été diffusée du 5 mai au 1er septembre 1968 sur la première chaîne de l'ORTF ; la deuxième, du 7 septembre au 30 novembre 1975.
Première diffusion à la RTB en octobre 1967.
Au Québec, la série a été diffusée à partir du 19 janvier 1969 à la Télévision de Radio-Canada.

## Synopsis
En 1915. Henry de Monfreid veut créer une société de ramassage des huîtres perlières au bord de la mer Rouge…

## Distribution
Saison 2
- Pierre Massimi : Henry de Monfreid[1]
- Christiane Krüger : Armgat
- Hans Wyprächtiger : Schumacher
- Alex Lacast : Awad ou Aref
- Milhoud Ketib : Kassim
- Baaron : Fauta
- Alphonse Beni ou Alton Benny : Anko
- Mostefa Stiti : Djober
- Mustapha Chadly : Ali
- Pierre Saitons : Gabre
- Jean-Claude Balard : Simoni
- Pierre Lary : Torcill, dans Trafic d'or

Saison 1
- Pierre Massimi : Henry de Monfreid[1]
- Benjamin Jules-Rosette : Abdi
- Jacques Debary : Le gouverneur
- Gamil Ratib : Le wali
- Vania Vilers : L'adjoint
- Mounir Maasri : Cheick Issa
- Gabriel Jabbour : Souchana
- Jean-Claude Marel : Zanni
- Douking : ZaÏd Ali
- Ivan Labejof : Le nacouda
- Joseph Nano : Soliman Baket
- Michel Robin : L'huissier
- Awad : Kassim
- Flory Benoit : Amina
- Sylvestre : Médane
- Marc Eyraud : Frankaël
- José Casimir : Ato Joseph
- Karim Omar : Salim Mouti
- Moussa Roblé : L'abyssin
- Mamoud Said : Taker
- AbdélaÏde Hassan : Célima
- Antoine Kerbage : Djemma

## Épisodes

### Première saison (1968)
1. Les Chemins de l’aventure (diffusé le dimanche 5 mai 1968)
2. Les Perles (12 mai 1968)
3. Les Pirates zaranigs (19 mai 1968)
4. Le Complot (30 juin 1968)
5. La Mort de Said Ali (7 juillet 1968)
6. La Vengeance (14 juillet 1968)
7. Histoire d'Abdi (21 juillet 1968)
8. Transporteur d’armes (28 juillet 1968)
9. Aventure en montagne (4 août 1968)
10. Saad-el-din (11 août 1968)
11. Histoire de Célima (18 août 1968)
12. Le Piège de Ras-El-Ara (25 août 1968)
13. Le Dernier Voyage (1er septembre 1968)

### Deuxième saison (1975)
1. Le Départ (diffusé le dimanche 7 septembre 1975)
2. La Route des perles (14 septembre 1975)
3. Le Piège (21 septembre 1975)
4. Hodeidah (28 septembre 1975)
5. Le Chemin de l'esclavage (5 octobre 1975)
6. La Revanche (12 octobre 1975)
7. Les Hommes de la soif (19 octobre 1975)
8. Le Défi de Kassim (26 octobre 1975)
9. La Disparition de Kassim (2 novembre 1975)
10. L'Enquête (9 novembre 1975)
11. Course contre la mort (16 novembre 1975)
12. Trafic d'or (23 novembre 1975)
13. L'Équipier (30 novembre 1975)

## DVD
Cette série existe en DVD (saison 2) :
- Les Secrets de la mer Rouge ; éditeur : Koba Films Video ; distributeur : Warner Home Vidéo France ; collection « Mémoire de la télévision » ; sortie : 13 septembre 2006[4].